# Stadtpalais von Werdensleben

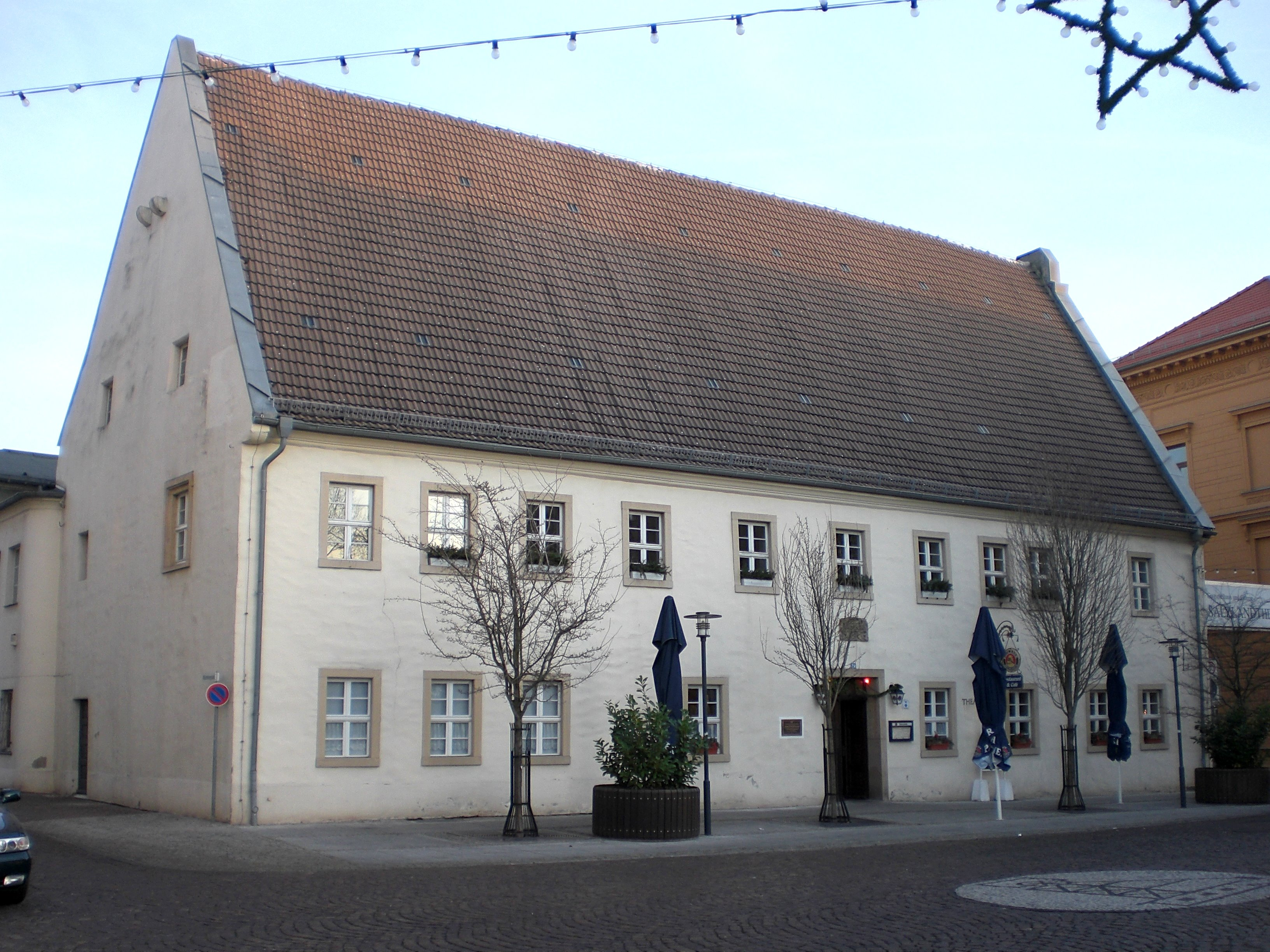
Stadtpalais von Werdensleben

Das Stadtpalais von Werdensleben ist ein unter Denkmalschutz stehendes Gebäude in Staßfurt in Sachsen-Anhalt.
Das in der Steinstraße 20 befindliche Gebäude beherbergt im Erdgeschoss das Theatercafé und im Obergeschoss den sogenannten Tillysaal mit bemerkenswerter Renaissancedecke, in welchem heute kulturelle Veranstaltungen stattfinden. Im Tillysaal verhinderte der Bürgermeister von Staßfurt am 25. Mai 1631, kurz nach der Zerstörung Magdeburgs durch Tillys und Pappenheims Truppen, dass auch seine Stadt „magdeburgisiert“ wurde. Bis etwa 2005 tagte dort regelmäßig der Stadtrat der Stadt Staßfurt.
Das Palais entstand etwa um 1570/90. 1709 wurde es vom Staßfurter Bürgermeister Bernhard von Werdensleben umgebaut. Über der Eingangstür des breiten, aus zwei Geschossen bestehenden verputzten Baus befinden sich die Wappen der Familien von Biedersee und von Schladen.